# Józef Lubowidzki
Józef Gabriel Lubowidzki herbu Topacz (ur.
23 marca 1788 w Dylewie – zm. 3 maja 1871) – radca stanu, członek Rady Stanu Królestwa Kongresowego w 1830 roku, marszałek Sejmu Królestwa Polskiego, wiceprezes Banku Polskiego.
Był jednym z czworga potomstwa Jana Władysława Lubowidzkiego, cześnikiewicza bydgoskiego i Marjanny Dzierżańskiej. Oprócz dwóch sióstr miał też brata Mateusza. Ukończył studia prawnicze i filozoficzne w Królewcu i Warszawie.
W latach 1810–1825 pracował jako aplikant w sądzie, był asesorem, prokuratorem i w końcu sędzią Trybunału Najwyższej Instancji. Współorganizował, a potem pracował w Towarzystwie Kredytowym Ziemskim. Był wiceprezesem powstałego w 1828 Banku Polskiego. Posłem został z cyrkułu pierwszego m. Warszawy, a 28 maja 1830, dzięki protekcji ministra skarbu, został mianowany marszałkiem sejmu.
W tym samym roku razem z braćmi Tomaszem, Janem i Henrykiem Łubieńskimi zakładał spółkę, która miała na celu rozwój fabryki lnu w nowo powstałym Żyrardowie.
W czasie powstania listopadowego za pomoc w ucieczce bratu sprzyjającemu Wielkiemu Księciu Konstantemu został aresztowany i postawiony pod osąd na debacie sejmowej 19 stycznia 1831 roku. Nie udowodniono mu przestępstwa politycznego, więc został zwolniony, a sprawę usiłowano zatuszować. Od upadku powstania do 1842 był prezesem Banku Polskiego. Za nadużycia finansowe, razem z Henrykiem Łubieńskim, wiceprezesem banku, trafił na cztery lata do więzienia. Kary jednak nie odbył, ponieważ za wstawiennictwem carskiego namiestnika Iwana Paskiewicza zamieniono ją dla obu na zesłanie. Wrócili obaj w 1853 i od tego czasu ani jeden ani drugi nie brał udziału w życiu publicznym.
Od 16 maja 1835 był żonaty z Cecylią Kossecką, córką generała wojsk polskich, miał córkę Zofię. Jednym z jego szwagrów był Tadeusz Bocheński.
Był członkiem loży wolnomularskiej Astrea. W 1819 roku był wielkim pieczętarzem Wielkiego Wschodu Narodowego Polski.
Był wychowankiem Korpusu Kadetów. Odznaczony orderami: św. Anny I klasy i Orła Czerwonego Pruskiego II klasy. Kawaler Orderu Świętego Stanisława I, II i III klasy (1830, 1829 i 1820).